# Eustache (évêque de Valence)
Pour les articles homonymes, voir Eustache.
Eustache est un évêque de Valence du début du XIIe siècle, et probablement un comte de Valentinois. Il semble se rattacher, pour certains auteurs, à la famille de Poitiers, dite de Valentinois.

## Biographie

### Origines
L'origine d'Eustache n'est pas précisément connue en l'état actuel des connaissances.
Les travaux des historiens Ulysse Chevalier (1867) et Jules Chevalier (1897) concluent qu'il était d'« illustre naissance ».
Certaines hypothèses le font cependant parent de la famille comtale de Valence. Ainsi, J. Chevalier (1897), bien que reconnaissant l'absence de sources, conclut « mais ce qui est certain, c'est qu'un lien de parenté unissait ce personnage à la maison de Poitiers. » Cette parenté est reprise notamment sur le site Internet de généalogie Foundation for Medieval Genealogy - Medieval Lands.
J. Chevalier (1897) avançait par ailleurs qu'il est le parent (l'oncle ?) d'Eustache, prévôt de Valence, fils d'Aymar/Adhémar Ier [de Poitiers]. Selon cette hypothèse, ce même Aymar/Adhémar Ier, aurait pour frère, Guillaume († 1155), prévôt de Valence et évêque de Viviers.
Dans le Cartulaire de la commanderie de Richerenches, François de Ripert-Monclar (1907) relève que la charte de mars 1138 mentionne Guillaume, prévôt de Valence, se désistant en faveur du Temple avec le consentement de son frère, Eustache, comte de Valence. L'historien considère que les deux frères sont les neveux de Guillaume († 1155), mentionné ci-dessus.
J. Chevalier (1897) soulignait, par ailleurs, « que ce nom d'Eustache ne reparaîtra plus dans la généalogie des Poitiers, peut-être à cause du mauvais renom qu'avait laissé cet évêque. »

### Épiscopat
Eustache est très probablement chanoine du Puy, avant de monter sur le trône épiscopal de Valence.
Les dates d'épiscopat retenues sont la période entre 1107 et 1141,. Le Regeste dauphinois (1912) relève un acte, non daté, mais qui semble antérieur à 1107, et qui permettrait de le placer sur le siège épiscopal avant cette année.
En janvier 1107, il participe à un synode provincial, à Lyon, organisé par le pape Pascal II, qui a pour sujet le partage du comté de Sermorens, entre les diocèses de Vienne et de Grenoble,. Quelques mois plus tard, en juillet, il accueille le pape à Valence. Le pape préside un jugement contre les prétentions du cardinal-évêque d'Albano. Le pape l'invite à se rendre à la fin de l'année à Nîmes pour conclure un différend opposant deux monastères.
L'année suivante, probablement, le pape l'engage à agir, aux côtés des évêques de Nîmes et d'Uzès, contre les agissements du comte Bertrand de Toulouse envers l'abbaye de Saint-Gilles.
Il participe à l'installation de l'ordre de Saint-Ruf,.
Il est mentionné comme témoin dans plusieurs actes relevés par le Regeste dauphinois.

### Déposition
U. Chevalier (1867) souligne qu'il mène « une vie peu édifiante », d'où les reproches faits par Bernard de Clairvaux dans sa lettre 185. J. Chevalier (1897) résume ainsi cette lettre : « une lettre admirable de zèle apostolique qu'il lui adressa, saint Bernard nous le montre, avec une indignation à peine contenue, oubliant jusque sous les cheveux blancs ses devoirs les plus saints, opprimant les fidèles dont il était le pasteur et s'entourant de gens avides qui savaient le flatter et à qui il distribuait les richesses de son Église. »
Le pape Innocent II le prive de sa dignité (déposition) lors d'un concile se tenant à Pise, le 30 mai 1135 (U. Chevalier donnait l'année 1134).
Il refuse la décision papale, recevant quelques soutiens locaux. La ville de Valence est frappée d'interdit pendant sept ans,.
Il accompagne la fondation de Léoncel, le 23 août 1137, selon les Annales cisterciennes,.
Dans la charte no IV, il est mentionné comme Eustachius episcopus et comes Valentinensis. U. Chevalier (1869), publiant le Cartulaire, accompagne l'information d'un « [sic] ». J. Chevalier (1897), considère l'information comme intéressante, puisqu'elle confirmerait les observations de Chorier « qui nous montre Eustache, comte de Valentinois, introduisant dans le pays le chef de la maison de Poitiers, à qui il aurait donné sa fille en mariage. » Le Regeste dauphinois (1912) mentionne l'acte, daté de 1137/1141, ce dernier correspondant à une remise des droits de péage et de leyde à Valence pour les moines de l'abbaye de Léoncel.
En mars/avril 1141, il est remplacé, en mars/avril, lors d'un synode qui se déroule à Vienne, sous l'autorité du métropolitain de Vienne. Le choix se porte sur Jean, abbé de Bonnevaux,. Eustache, vers cette période des fêtes de Pâques, est chassé, « à main armée ».